# Сладкий вкус
Сла́дкий вку́с — выражение как в отношении веществ, вызывающих сенсорный процесс и ощущения от действия сладкого вещества на рецепторы вкуса, так и самого вида хеморецепции. Является одним из пяти «основных» вкусов.
Самым сладким из известных веществ является лугдунам (N-(4-цианофенил)-N-(2,3-метилендиоксибензил)гуанидиноуксусная кислота). Считается, что данное вещество в 150 000—200 000 раз слаще сахарозы. Однако оно не допущено к использованию в качестве пищевой добавки.

## Общие сведения
Сладость обычно связана с присутствием сахаров в пище или напитках. Ощущение сладкого осуществляется специфическими рецепторами, идентифицирующими некоторые сладкие вещества, в том числе и сахара. Сладость обычно ассоциируется с приятным ощущением — чаще всего люди ощущают сладость при принятии пищи, богатой простыми углеводами, такими, как сахароза или глюкоза. Однако существует достаточно много соединений, которые способны выступать в качестве агонистов рецепторов сладкого вкуса и которые принадлежат к самым различным группам соединений. Те из веществ, которые находят применение в кулинарии и пищевой промышленности, принято называть подсластителями. Но далеко не все вещества, обладающие сладким вкусом, являются подсластителями. Например, растворимые в воде соединения свинца (например, ацетат свинца(II)), бериллия, хлороформ и многие другие имеют сладкий вкус, однако не воспринимаются в качестве подсластителей из-за их высокой токсичности.

## Сравнение подсластителей
Субъективно воспринимаемая сладость подсластителей определяется путём органолептического слепого сравнения контрольной группой серии растворов с заданной концентрацией подсластителя и сахарозы, которая принимается как стандарт. Образцы растворов подсластителя и сахарозы, которые бо́льшая часть испытуемых отметила как одинаково сладкие, называют эквивалентными по сладости. В соответствии с законом Вебера — Фехнера, интенсивность восприятия сладости описывается логарифмической зависимостью. В некотором диапазоне концентраций для каждого подсластителя зависимость воспринимаемой сладости от содержания вещества в растворе близка к линейной, однако при увеличении концентрации воспринимаемая сладость увеличивается нелинейно, постепенно выходя на плато. Поэтому, по соглашению, максимально достижимую сладость конкретного подсластителя приравнивают к порогу выхода на плато. Далее этому значению сопоставляют эквивалентный по сладости раствор сахарозы с известной концентрацией. Порог выхода на плато индивидуален для каждого подсластителя, поскольку характер взаимодействия каждого из этих соединений с рецепторами специфичен для каждого соединения или групп соединений.
Диапазон концентрации подсластителя, где зависимость воспринимаемой сладости от его содержания близка к линейной, подходит для сравнения относительной сладости вещества. Данная величина безразмерная и показывает отношение молярных концентраций подсластителя и сахарозы в растворах с эквивалентной сладостью. Как правило, она может быть рассчитана достаточно точно для веществ, близких по сладости сахарозе, однако для чрезвычайно сладких соединений (таких, как лугдунам, неотам и другие) чаще указывают диапазон относительной сладости ввиду высокой погрешности определения.
Ниже представлена таблица сравнения относительной сладости некоторых соединений:
| Название                   | Группа веществ                                        | Относительная сладость                           |
| -------------------------- | ----------------------------------------------------- | ------------------------------------------------ |
| Лактоза                    | Дисахарид                                             | 0,16                                             |
| Мальтоза                   | Дисахарид                                             | 0,33—0,45                                        |
| Сорбит                     | Многоатомный спирт                                    | 0,6                                              |
| Глюкоза                    | Моносахарид                                           | 0,75                                             |
| Сахароза                   | Дисахарид                                             | 1,00 (эталон)                                    |
| Фруктоза                   | Моносахарид                                           | 1,75                                             |
| Цикламат натрия            | Производное аминосульфоновой кислоты (натриевая соль) | 26                                               |
| Стевиозиды                 | Гликозиды (смесь)                                     | 30—450 (в зависимости от соотношения гликозидов) |
| Ацесульфам калия           | Оксатиазинон-диоксид (калиевая соль)                  | 200                                              |
| Аспартам                   | Метиловый эфир дипептида                              | 250                                              |
| Сахаринат натрия (сахарин) | Имид 2-сульфобензойной кислоты (натриевая соль)       | 510                                              |
| Сукралоза                  | Модифицированный дисахарид (хлорпроизводное сахарозы) | 600                                              |
| Тауматин                   | Белок                                                 | 2000                                             |
| Неотам                     | Модифицированный дипептид                             | 7 000—12 000                                     |
| Лугдунам                   | Производное гуанидина                                 | 250 000—300 000                                  |

Также у подсластителей определяют порог обнаружения вкуса. Средний порог обнаружения сахарозы человеком составляет 0,01 моль на литр. Для лактозы она составляет 30 миллимолей на литр при показателе сладости 0,3  и 5-нитро-2-пропоксианилина 0,002 миллимоль на литр. 

## Рецепторы сладкого
Сладость определяется различными рецепторами, связанными с G-белком (GPCR). Чтобы мозг начал воспринимать сладость, должны быть активированы как минимум два типа так называемых «рецепторов сладости». Соединения, которые мозг воспринимает как сладкие — это соединения, которые могут связываться с разной силой связи с двумя типами рецепторов сладости. Этими рецепторами являются T1R2+3 и T1R3, которые отвечают за ощущения сладкого вкуса у людей и некоторых животных. Подсластители активируют GPCR, который высвобождает G-белок, который затем активирует аденилатциклазу, которая в свою очередь катализирует выработку цАМФ или аденозин-3',5'-циклического монофосфата. Данные молекулы перекрывают каналы ионов калия, что приводит к деполяризации мембраны и высвобождению нейромедиатора. Некоторые синтетические подсластители, активируют различные GPCR и вызывают деполяризацию клеток вкусовых рецепторов альтернативным путём.

## Психология восприятия
Сладкий вкус ассоциируется с приятными ощущениями, добротой и заботой, что нашло отражение в таких распространённых метафорах, как «сладкий миг», «сладкие грёзы», а также в многочисленных ласковых выражениях. Ряд исследований показал, что между сладкой пищей и дружественным поведением есть определённая корреляция.

### Комментарии
1. ↑  Соответствует пику нормального распределения